# جون ماكدونالد (لاعب كرة قاعدة)
جون ماكدونالد (بالإنجليزية: John McDonald)‏ هو لاعب كرة قاعدة أمريكي، ولد في 27 يناير 1883 في ثروب في الولايات المتحدة، وتوفي في 9 أبريل 1950 في روزيلي في الولايات المتحدة.

## وصلات خارجية
- جون ماكدونالد على موقعبيزبول رفرنس.كوم (الدوري الرئيسي) (الإنجليزية)
- جون ماكدونالد على موقعبيزبول رفرنس.كوم (الدوري الثانوي) (الإنجليزية)